# Cầu Thủ Biên
Cầu Thủ Biên là một cây cầu bắc qua sông Đồng Nai, nối liền hai tỉnh Bình Dương và Đồng Nai, Việt Nam.
Cầu nằm cách thành phố Biên Hòa khoảng 20 km về phía đông bắc. Đầu cầu phía Bình Dương thuộc xã Thường Tân, huyện Bắc Tân Uyên, kết nối với tỉnh lộ 746 và đầu cầu phía Đồng Nai thuộc xã Thiện Tân, huyện Vĩnh Cửu, kết nối với tỉnh lộ 768. Theo quy hoạch, cầu là một phần của tuyến đường vành đai 4 (Thành phố Hồ Chí Minh).
Cầu Thủ Biên có chiều dài 511 m với 9 nhịp, trong đó 3 nhịp chính dài 270 m. Chiều rộng của cầu là 17 m, gồm bốn làn xe.
Công trình được khởi công vào ngày 20 tháng 3 năm 2007 và khánh thành ngày 19 tháng 5 năm 2010.